# Norbert Strotmann

Bischofswappen von Norbert Strotmann

Norbert Klemens Strotmann Hoppe MSC, auch Norberto Strotmann, (* 14. August 1946 in Riesenbeck) ist ein deutscher römisch-katholischer Ordensgeistlicher, Theologe und Hochschullehrer. Er war von 1996 bis 2023 Bischof des Bistums Chosica im Osten der peruanischen Hauptstadt Lima.

## Leben
Norbert Strotmann absolvierte im Jahre 1966 das Abitur am Kardinal-von-Galen-Gymnasium in Hiltrup, welches damals von der norddeutschen Provinz der Herz-Jesu-Missionare, den sogenannten „Hiltruper Missionaren“, betrieben wurde. 1967 trat Strotmann der Ordensgemeinschaft der Herz-Jesu-Missionare bei und studierte Philosophie und Theologie an der Theologischen Fakultät der Universität Innsbruck und der Ruhr-Universität Bochum. Bereits während des Studiums hatte Strotmann Missionsarbeit in Puquio in der peruanischen Region Ayacucho betrieben, wo er 1972 als Diakon arbeitete. Am 3. November 1973 empfing er in Puquio durch Bischof Luis Bambarén Gastelumendi SJ die Priesterweihe. 1973 wurde Strotmann mit der Arbeit Die Sprache des Dialogs zwischen Marxisten und Christen in Innsbruck bei Julius Morel zum Dr. theol. promoviert und absolvierte ein Diplomstudium in Soziologie an der Universität Bielefeld.
Strotmann war anschließend Regionalsuperior und Direktor des Seminars der Herz-Jesu-Missionare in Peru. Zudem war er Professor für Fundamentaltheologie und Katholische Soziallehre an der Facultad de Teología Pontificia y Civil de Lima (FTPCL) und von 1986 bis 1992 Direktor des Centro de Investigaciones Teológicas (CINTE). 1992 wurde er Rektor der FTPCL. Der Heilige Stuhl berief ihn 1992 in die Internationale Theologenkommission.
1992 wurde er von Papst Johannes Paul II. zum Titularbischof von Titularbistum Cerveteri ernannt und zum Weihbischof im Erzbistum Lima bestellt. Die Bischofsweihe spendete ihm am 6. Januar 1993 in Rom Papst Johannes Paul II. selbst; Mitkonsekratoren waren Erzbischof Giovanni Battista Re, damaliger Leiter des Staatssekretariats und späterer Kurienkardinal, und Erzbischof Justin Francis Rigali, damaliger Sekretär der Kongregation für die Bischöfe und späterer Kardinal. Der Wahlspruch Strotmanns lautet Fides per caritatem („Glaube wirksam in Liebe“).
Im Dezember 1996 wurde Strotmann zunächst zum Apostolischen Administrator berufen und im Januar 1997 zum ersten Bischof der neu gegründeten Diözese Chosica ernannt, welche die östlichen Stadtteile der peruanischen Hauptstadt Lima umfasst.
1992 wurde Stotmann Mitglied der Grupo de Reflexión Teológica der Konferenz der Bischöfe Lateinamerikas (CELAM) und später weiteren Engagements. Seit 2007 ist er in der lateinamerikanischen Bischofskonferenz (CELAM) im Teilbereich Kultur und Erziehung für die Sektion Höhere Bildung zuständig, die vor allem die zahlreichen katholischen Universitäten in Lateinamerika umfasst. In der Peruanischen Bischofskonferenz ist er Mitglied der Kommission für die Glaubenslehre und der Kommission für Soziales Handeln.
Am 27. Dezember 2023 nahm Papst Franziskus das altersbedingte Rücktrittsgesuch von Norbert Strotmann an.
Strotmann hat mehrere wissenschaftliche Arbeiten und Bücher zur Thematik der Soziallehre in Südamerika veröffentlicht. Er engagiert sich unter anderem für die Christliche Soziallehre im Rahmen von Seminaren der Konrad-Adenauer-Stiftung und weiteren internationalen Konferenzen. Strotmann engagiert sich insbesondere für Fragen um die Zukunft Lateinamerikas.
Er berichtet regelmäßig in den Hiltruper Monatsheften, der Zeitschrift der Hiltruper Missionare, über seine Arbeit in seinem Bistum, welches durch seinen Orden sowohl materielle als auch personelle Unterstützung erfährt.

## Ehrungen und Auszeichnungen
- Ehrendoktorwürde Doctor of Humane Letters der Sacred Heart University Fairfield, Connecticut, USA (2010)[9]
- Ehrendoktorwürde Doctor honoris causa des Stonehill College, North Easton, Massachusetts, USA (2010)[9]

## Schriften
- Norberto Strotmann: „La situación de la teología : aspectos, perspectivas, criterios“, Facultad de Teología Pontificia y Civil de Lima, Lima 1985
- Norberto Strotmann: „Estado y sociedad en el Perú : documentos de la Semana Social del Perú 1989“, Gráfica San Pablo, Lima 1989
- Norberto Strotmann: „Teología y pensamiento social : aportes“, Facultad de Teología Pontificia y Civil de Lima, 1989
- Norberto Strotmann: „Teología y pensamiento social“, Facultad de Teología Pontificia y Civil de Lima, 1989–1995
- Norberto Strotmann: „Centesimus Annus : el reto de la doctrina social de la Iglesia ante la situación del Perú“, Conferencia Episcopal Peruana, Lima 1991
- Norberto Strotmann: „Teología y pensamiento social. 3“, Instituto de Teología Pastoral „Fray Martín“, Lima 2007
- Norberto Strotmann, José Luis Pérez Guadalupe: La iglesia después de 'Aparecida' : cifras y proyecciones, in:   Colección Quaestiones disputatae, Instituto de Teología Pastoral „Fray Martín“, Lima 2008